# Dean Conant Worcester

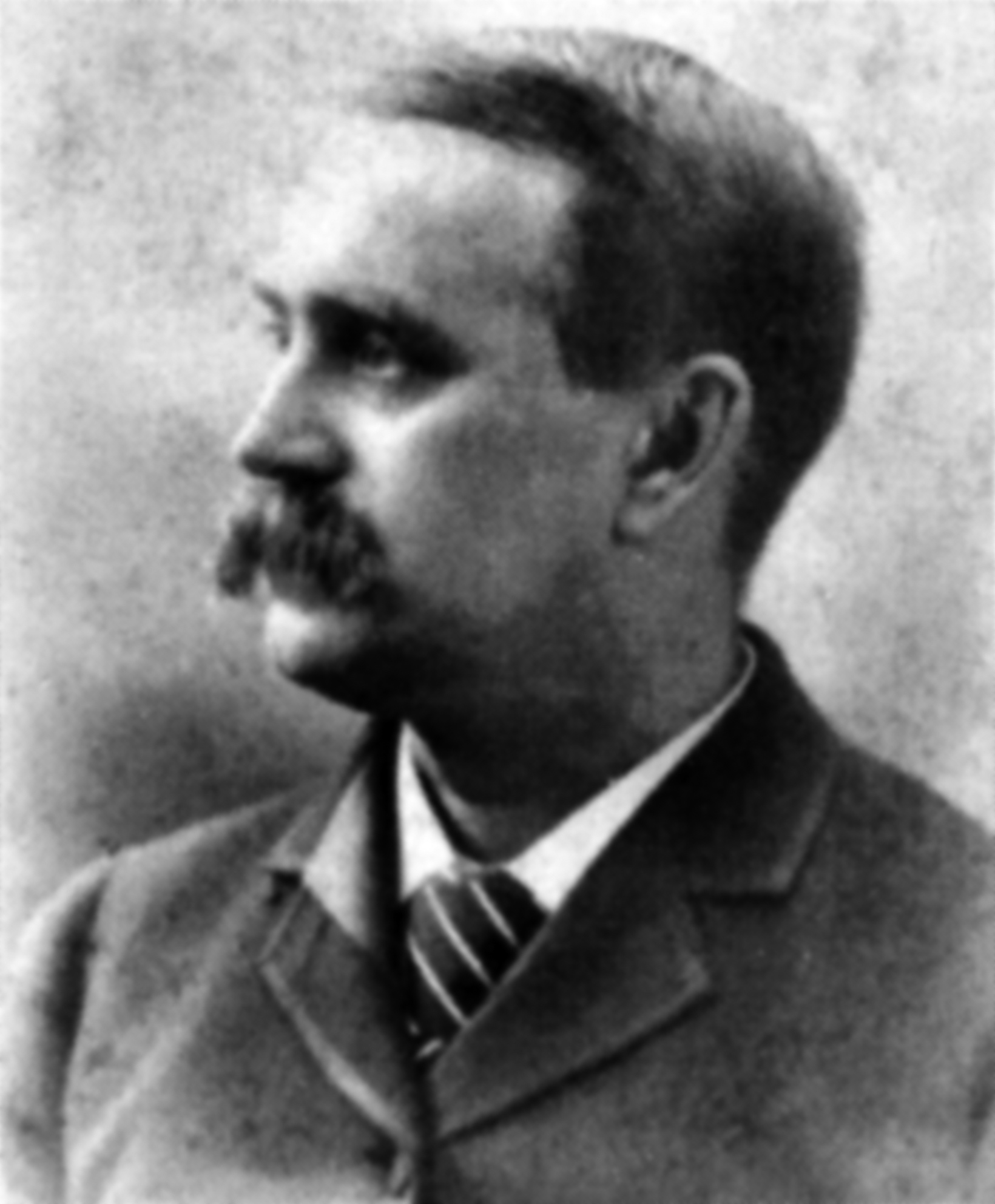
Dean C. Worcester

Dean Conant Worcester (Thetford, 1 oktober 1866 - Manilla, 2 mei 1924) was een Amerikaans zoöloog en bestuurder. Hij woonde en werkte een groot deel van zijn leven in de Filipijnen. Worcester was tweemaal op een wetenschappelijke expeditie actief in de Filipijnen en publiceerde artikelen over enkele nog niet eerder beschreven Filipijnse vogels. Ook was hij vanaf het begin van het Amerikaans koloniaal bewind in het land betrokken bij het bestuur ervan. Hij was lid van de Schurmann Commission en later van de Philippine Commission. Worcester stond bekend als een groot tegenstander van Filipijnse onafhankelijkheid.

## Biografie
Dean Conant Worcester werd geboren op 1 oktober 1866 in de plaats Thetford in Orange County, Vermont in de Verenigde Staten als jongste kind van negen kinderen van Ezra Carter Worcester en Ellen Hunt Conant. Worcester begon in 1884 aan een studie biologie aan de Universiteit van Michigan. In 1887 werden hij en enkele andere studenten door professor Joseph Steere gevraagd om deel te nemen aan een expeditie naar de Filipijnen, toen nog onder Spaans koloniaal bewind. Tijdens deze expeditie liep buiktyfus op. Hij was ernstig ziek, maar hersteld uiteindelijk en voltooide in 1889 zijn bachelor-opleiding.
Na zijn afstuderen bereidde hij opnieuw expeditie naar de Filipijnen voor. Met ondersteuning van fondsen van de Universiteit van Minnesota en een private sponsor vertrok hij samen met Frank Bourns, een van de deelnemers van de eerdere Steere-exepditie in 1990 opnieuw naar de Filipijnen, waar ze in twee en half jaar meer dan 3000 vogels, reptielen, zoogdieren, schelpen en etnografische objecten verzamelden. Na terugkeer uit de Filipijnen in 1893 werd Worcester aangesteld als docent zoölogie aan zijn alma mater. Op 27 april van dat jaar trouwde hij bovendien met zijn vrouw Nanon Fay Leas. In de jaren erna publiceerde samen met Frank Bourns diverse artikelen over Filipijns-endemische vogels, zoals de Tawitawivruchtduif, de Mindorospoorkoekoek, de Romblonvalkuil en de Tablaswaaierstaart. In 1895 volgde een promotie naar assistent-professor Zoölogie.
Om geld te verdienen voor verdere studie in Duitsland schreef Worcester een boek over de Filipijnen. In september 1898 verscheen The Philippine Islands and Their People. Door de timing van de publicatie, enkele maanden na de Slag in de Baai van Manilla en de aanstaande overgang van de archipel in Amerikaanse handen was de belangstelling in de Verenigde Staten voor zijn boek groot. Worcester werd in december 1898 op zijn reis naar New York, waarvandaan hij verder naar Duitsland zou reizen om daar aan zijn studie te beginnen, opgeroepen voor een ontmoeting met de toenmalige Amerikaanse president William McKinley. Zijn studie in Europa ging door deze ontmoeting uiteindelijk niet door. Hij werd op 20 januari 1899 benoemd in de Shurman Commission (ook wel aangeduid als de First Philippine Commission) om aanbevelingen op te stellen over de te volgen stappen na de overdracht van de Filipijnen als gevolg van het verdrag van Parijs in 1898. Op 16 maart 1900 werd hij door McKinley benoemd in de Taft Commission (ook bekend als de Second Philippine Commission of kortweg Philippine Commission), een orgaan met de uitvoerende en een beperkte wetgevende macht in de nieuwe Amerikaanse kolonie.
Worcester was een controversieel figuur. Hij was tegen Filipijnse onafhankelijkheid en was van mening dat men niet in staat zou zijn om het land zelfstandig te besturen. Hiermee maakte Worcester zich niet geliefd bij mensen in de Filipijnen en bij anti-imperialisten in de Verenigde Staten. In 1912 diende hij daarom zijn ontslag in bij gouverneur-generaal William Howard Taft. Dit verzoek werd niet gehonoreerd en uiteindelijk diende hij nog een jaar in de Commissie onder de nieuwe gouverneur-generaal Leonard Wood tot hij in september 1913 definitief ontslag nam en een aanbod om vicepresident van de Philippine American Company te worden accepteerde. Hij bleef de rest van zijn leven in de Filipijnen wonen, waar hij werkte als zakenman en ondernemer.
Worcester overleed op 2 mei 1924 aan de gevolgen van een hartaanval. Samen met zijn vrouw kreeg hij een dochter en een zoon. Worcester werd begraven op Pleasant Ridge Cemetery in zijn geboorteplaats.